# Mistrzostwa Europy w futsalu kobiet
Mistrzostwa Europy w futsalu kobiet są rozgrywkami, organizowanymi do roku 2023 co 2 lata, a od 2027 co 4 lata przez UEFA dla zrzeszonych futsalowych reprezentacji krajowych kobiet.

## Historia
W dniu 4 kwietnia 2017 r. Komitet Wykonawczy UEFA uzgodnił przebudowę swoich rozgrywek futsalowych – w tym rozpoczęcie pierwszych w historii Mistrzostw Europy w futsalu kobiet.
Zawody miały odbywać się co dwa lata w lata nieparzyste, z turniejem finałowym, w którym biorą udział 4 drużyny. Do pierwszego losowania eliminacji do turnieju odbywającego się w dniu 5 lipca 2018 roku zgłosiły się 23 drużyny, w eliminacjach do inauguracyjnej edycji wzięła udział również Irlandia Północna zanim jeszcze jej męska reprezentacja zadebiutowała w eliminacjach do Mistrzostw Europy w futsalu mężczyzn. Hiszpanki zostały pierwszymi w historii Mistrzyniami Europy po pokonaniu Portugalek, gospodyń turnieju. Brązowy medal zdobyła Rosja po pokonaniu Ukrainy w meczu o 3 miejsce. Reprezentacja Polski póki co nigdy nie uczestniczyła w tym turnieju.  Turniej z roku 2 021 był przekładany dwukrotnie. Raz w wyniku Pandemii COVID 19, a za drugim z powodu rosyjskiej inwazji na Ukrainę. Ostatecznie Rosję zastąpiły Węgierki. W dniu 2 grudnia 2023 roku UEFA ogłosiła, że turniej będzie odbywał się co 4 lata z udziałem 8 drużyn.

## Gospodynie
| Liczba | Kraj       | Rok        |
| ------ | ---------- | ---------- |
| 2      | Portugalia | 2019, 2022 |
| 1      | Węgry      | 2023       |

## Medalistki Mistrzostw Europy
| Rok  | Organizator | T |           | Finał     | Finał        | Finał       |       | Mecz o 3 miejsce | Mecz o 3 miejsce | Mecz o 3 miejsce |  | Uwagi                           |
| Rok  | Organizator | T | Zwycięzca | Wynik     | Finalista    | III miejsce | Wynik | IV miejsce       |                  |                  |  | Uwagi                           |
| 2019 | Portugalia  | 1 |           | Hiszpania | 4:0          | Portugalia  |       | Rosja            | 2:2 (k. 3:2)     | Ukraina          |  | 23 drużyny w 4 grupach +finał 4 |
| 2022 | Portugalia  | 2 |           | Hiszpania | 3:3 (k. 4:1) | Portugalia  |       | Ukraina          | 2:1              | Węgry            |  | 24 drużyny w 4 grupach +finał 4 |
| 2023 | Węgry       | 3 |           | Hiszpania | 5:1          | Ukraina     |       | Portugalia       | 12:0             | Węgry            |  | 24 drużyny w 4 grupach +finał 4 |

## Statystyki

### Klasyfikacja medalowa
| Msc. | Państwo    | złoto | srebro | brąz |   |
| ---- | ---------- | ----- | ------ | ---- | - |
| 1.   | Hiszpania  | 3     | 0      | 0    | 3 |
| 2.   | Portugalia | 0     | 2      | 1    | 3 |
| 3.   | Ukraina    | 0     | 1      | 1    | 2 |
| 4.   | Rosja      | 0     | 0      | 1    | 1 |

### Ogólny bilans występów
| Legenda                                                    |  |                                                                               |  |
| ---------------------------------------------------------- |  | ----------------------------------------------------------------------------- |  |
| – Mistrzynie – Wicemistrzynie – III miejsce 4 – IV miejsce |  | (-) – nie zakwalifikowała się (-) – nie brała udziału (DSQ) – dyskwalifikacja |  |

| Zespół (łącznie 5) | 2019 (4) | 2022 (4) | 2023 (4) | Łącznie |
| ------------------ | -------- | -------- | -------- | ------- |
| Hiszpania          |          |          |          | 3       |
| Portugalia         |          |          |          | 3       |
| Rosja              |          | DSQ      | DSQ      | 1       |
| Ukraina            | 4        |          |          | 3       |
| Węgry              | -        | 4        | 4        | 2       |

### Start gospodyń
| Edycja | Zespół     | Rezultat        | Punkty | Mecze | Zwycięstwa | Remisy | Porażki | Bilans bramek |
| ------ | ---------- | --------------- | ------ | ----- | ---------- | ------ | ------- | ------------- |
| 2019   | Portugalia | Wicemistrzostwo | 3      | 2     | 1          | 0      | 1       | 5:5           |
| 2022   | Portugalia | Wicemistrzostwo | 4      | 2     | 1          | 1      | 0       | 9:3           |
| 2023   | Węgry      | IV miejsce      | 0      | 2     | 0          | 0      | 2       | 1:14          |

## Tabela wszech czasów
W 3 finałach futsalowych mistrzostw Europy w futsalu kobiet wystąpiło 5 reprezentacji narodowych. Rozegrało 12 meczów (2 zakończyły się remisem), strzelono w nich 69 bramek (5,75 na mecz)
| Lp. | Reprezentacja | Starty | Mecze | Zwycięstwa | Remisy | Porażki | Stosunek bramek | Punkty |
| --- | ------------- | ------ | ----- | ---------- | ------ | ------- | --------------- | ------ |
| 1   | Hiszpania     | 3      | 6     | 5          | 1      | 0       | 29:6            | 16     |
| 2   | Portugalia    | 3      | 6     | 3          | 1      | 2       | 28:10           | 10     |
| 3.  | Ukraina       | 3      | 6     | 2          | 1      | 3       | 8:23            | 7      |
| 4.  | Rosja         | 1      | 2     | 0          | 1      | 1       | 2:7             | 1      |
| 5.  | Węgry         | 2      | 4     | 0          | 0      | 4       | 2:22            | 0      |